# Yeohaengjaui pilyo
Yeohaengjaui pilyo (여행자의 필요; Engels: A Traveler's Needs) is een Zuid-Koreaanse film uit 2024, geregisseerd en geschreven en geproduceerd door Hong Sang-soo.

## Verhaal
Een Franse vrouw, die in Zuid-Korea zonder geld of middelen zit om in haar levensonderhoud te voorzien, neemt een aanbod aan om lerares Frans te worden voor twee Koreaanse vrouwen.

## Rolverdeling
| Acteur           | Personage |
| ---------------- | --------- |
| Isabelle Huppert | Iris      |
| Lee Hye-young    | Won-ju    |
| Kwon Hae-hyo     | Hae-soon  |
| Cho Yun-hee      | Yeon-hee  |
| Ha Seong-guk     | In-guk    |
| Kim Seung-yoon   | I-song    |

## Productie
Het is de derde maal dat de Franse actrice Isabelle Huppert mee speelt in een film van Hong Sang-soo, na Dareun Naraeseo (2012) en La caméra de Claire (2017). Lee Hye-young en Kwon Hae-hyo speelden eerder al mee in drie andere films van Sang-soo. Het is de zesde film van de Zuid-Koreaanse regisseur die sinds 2020 geselecteerd werd voor het filmfestival van Berlijn.

## Release
Yeohaengjaui pilyo ging op 19 februari 2024 in première op het Internationaal filmfestival van Berlijn in de competitie voor de Gouden Beer.

## Prijzen en nominaties
De belangrijkste:
| Jaar | Prijs                                   | Categorie                       | Genomineerde(n) | Uitslag     |
| ---- | --------------------------------------- | ------------------------------- | --------------- | ----------- |
| 2024 | Internationaal filmfestival van Berlijn | Gouden Beer                     | Hong Sang-soo   | Genomineerd |
| 2024 | Internationaal filmfestival van Berlijn | Zilveren Beer - Grote juryprijs | Hong Sang-soo   | Gewonnen    |